# Золотники

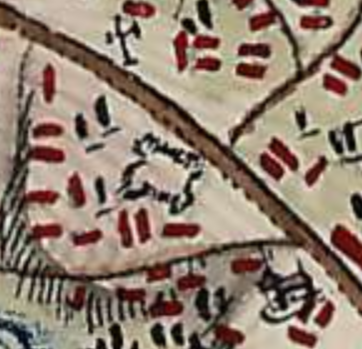
Золотниківський замок на мапа Фрідріха фон Міґа

Золотники́ — село в Україні, у Золотниківській сільській громаді Тернопільського району Тернопільської області. Розташоване на річці Стрипа.
Поштове відділення — Золотниківське. До 2015 центр сільської ради. Від вересня 2015 року — центр Золотниківської сільської громади.
До Золотників приєднані хутори Дубники, Млаки, Янова Долина.  Відстань до Тернополя - 43 км.

## Історія
Поблизу Золотників виявлені римські монети та археологічні пам'ятки давньоруської культури.
Перша писемна згадка — 28 листопада 1435 р. 1485 р. населеному пункту з ініціативи П. Золотницького надано права міста.
Наприкінці 15 — на початку 16 століть родина Вільчеків збудувала замок. Через Золотники пролягав торговий шлях, який вів із Прикарпаття і Західного Поділля на схід.
1581 р. Золотники — власність Я. і П. Вільчеків. 1624 р. кримські татари зруйнували фортецю і спалили місто. У 1648 році Золотниківський замок здобули козацько-селянські загони Б. Хмельницького.
1785–1786 р. у Золотниках був маєток галицького каштеляна Ворцеля. У II половині 19 століття маєток у Золотниках — власність Серватовських.
Перша письмова згадка про школу в Золотниках належить до 1864 року. Автором цього документа був  вчитель-керівник школи в Золотниках, дідусь Богдана і Левка Лепких – Теодор Лепкий (1805-1876).
Діяли «Просвіта», «Союз українок» та інші українські товариства.
Після 1935 р. містечко було центром гміни Золотники. [джерело?]
Від січня 1940 до 30 грудня 1962 — відповідно до «Указу Президії ВР УРСР» — райцентр.
Від 5 липня 1941 до 21 липня 1944 Золотники — під німецько-нацистською окупацією.
У 1961—1962 роках тут діяла Українська національна партія
До 1984 року Золотники зберігали статус міста, у 1984-1991 рр. мали статус селища міського типу, очевидно через повільне зменшення чисельності населення. З 1991 року Золотники є селом.
12 червня 2020 року, відповідно до розпорядження Кабінету Міністрів України № 724-р «Про визначення адміністративних центрів та затвердження територій територіальних громад Тернопільської області» увійшло до складу Золотниківської сільської громади.
19 липня 2020 року, в результаті адміністративно-територіальної реформи та ліквідації Теребовлянського району, село увійшло до складу Тернопільського району.

## Політика

### Парламентські вибори, 2019
На позачергових парламентських виборах 2019 року у селі функціонувала окрема виборча дільниця № 610837, розташована у приміщенні будинку культури.
Результати
- зареєстрований 1201 виборець, явка 55,62%, найбільше голосів віддано за «Слугу народу» — 29,74%, за Всеукраїнське об'єднання «Батьківщина» — 18,21%, за «Голос» — 10,93%.[7] В одномандатному окрузі найбільше голосів отримав Микола Люшняк (самовисування) — 44,14%, за Володимира Бліхаря (Всеукраїнське об'єднання «Батьківщина») — 19,44%, за Ігоря Сопеля (Слуга народу) — 15,74%[8].

## Населення
За даними всеукраїнського перепису населення 2001 року, у селі проживають 1789 осіб. Мовний склад населення був таким:

### Мова
Розподіл населення за рідною мовою за даними перепису 2001 року:
| Мова       | Кількість | Відсоток |
| ---------- | --------- | -------- |
| українська | 1783      | 99.66%   |
| російська  | 5         | 0.28%    |
| вірменська | 1         | 0.06%    |
| Усього     | 1789      | 100%     |

## Пам'ятки
- костел святого Станіслава (1872; мурований, у стані руїни[10])
- церква Святого Апостола Луки (1891; мурована).

## Пам'ятники
Споруджено пам'ятники:
- Невідомому солдатові (1961)
- Героєві Радянського Союзу М. Мокрому (1967)
- насипана символічна могила воїнам УПА (1993).

## Соціальна сфера
Діють загальноосвітня школа І-ІІІ ступеня, Будинок культури, бібліотека, МП «Фортуна» та ТзОВ «Золотники-Агро».

## Відомі люди

### Народилися
- Осип Боднарович — український журналіст і громадський діяч[11]
- Гнат Галька — священик ГКЦ, громадсько-політичний діяч
- С. П'ятничка — співак.
- Рудик Володимир Володимирович  — український військовик.[12]

У місцевій школі навчалися нині доктори економічних наук:
- Степан Дусановський
- Микола Сивульський
- Іван Фаріон;
- О. Я. Пекельний.

### Працювали, проживали
- Сильвестр Лепкий — український письменник, священик УГКЦ, громадсько-політичний, культурний діяч. Батько Богдана, Миколи та Левка Лепких.[13]
- Марія Орлик —українська громадська діячка, заступник голови РМ УРСР
- Петро Орлик — український літературознавець, педагог, письменник.
- Перебував Р. Смик.
- Щесюк Тамара Михайлівна — депутат Верховної Ради УРСР 11-го скликання.

### Парламентські посли від Золотників
Послами до Галицького сейму від Золотників були:
- 1-го скликання (входили до округу Теребовля — Золотники[14]) — греко-католицький парох у Бучачі, москвофіл о. Михаїл Курилович[15]
- 4-го скликання — о. Порфирій Мандичевський.[16]

## Галерея

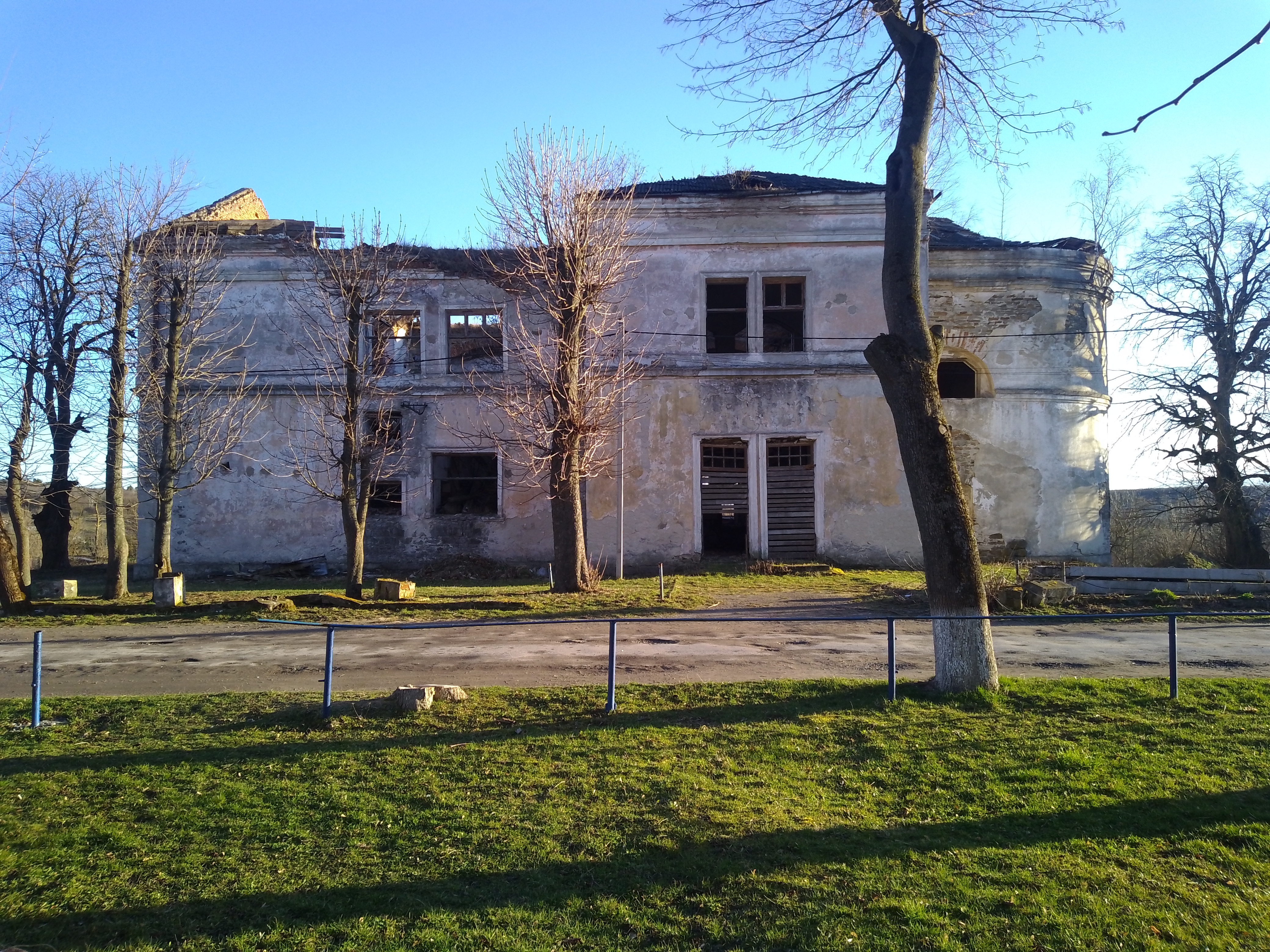
Руїни костелу Святого Станіслава

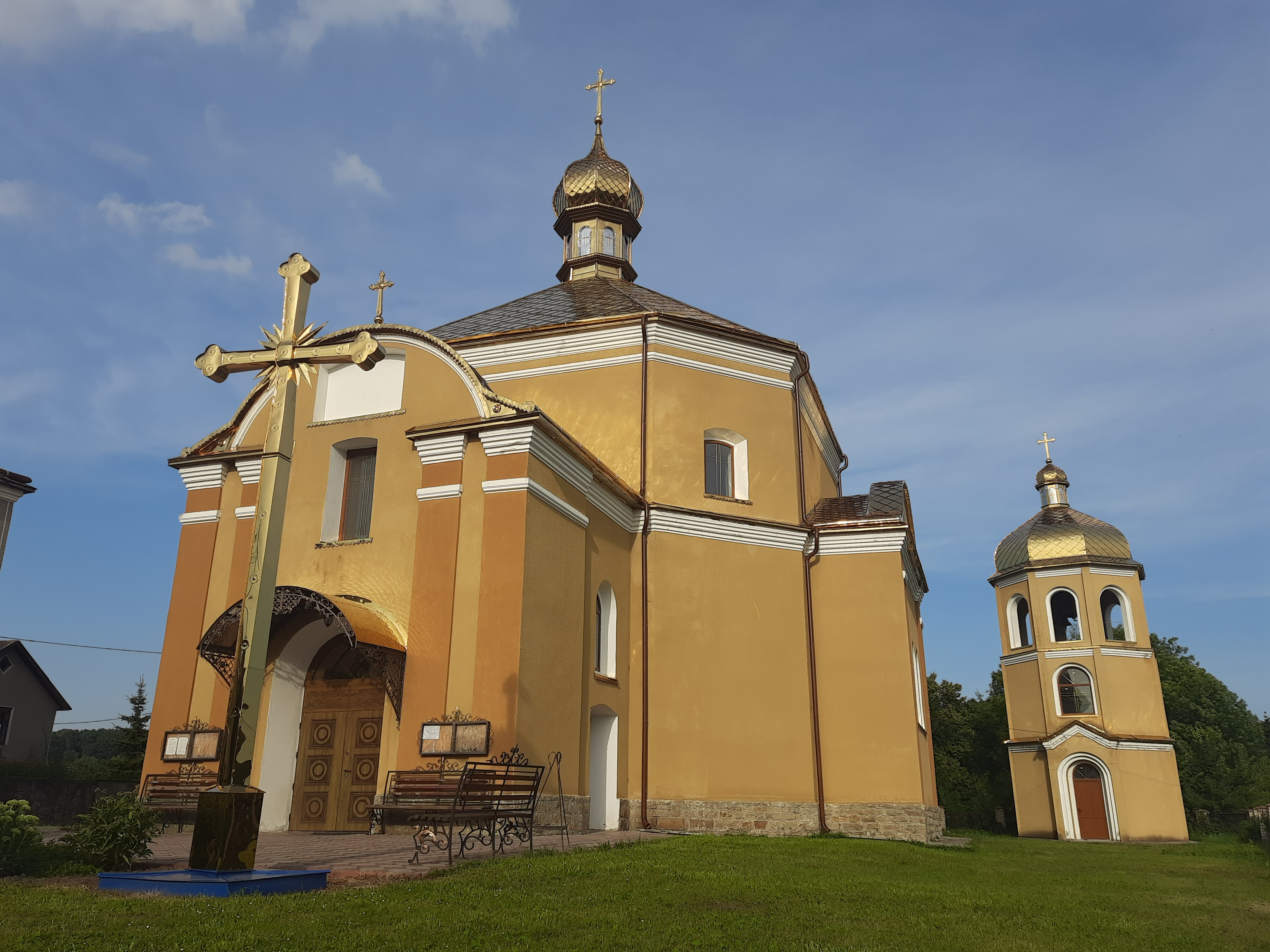
Народний дім (Dom Ludowy) в Золотниках (1937)Церква Святого Апостола Луки
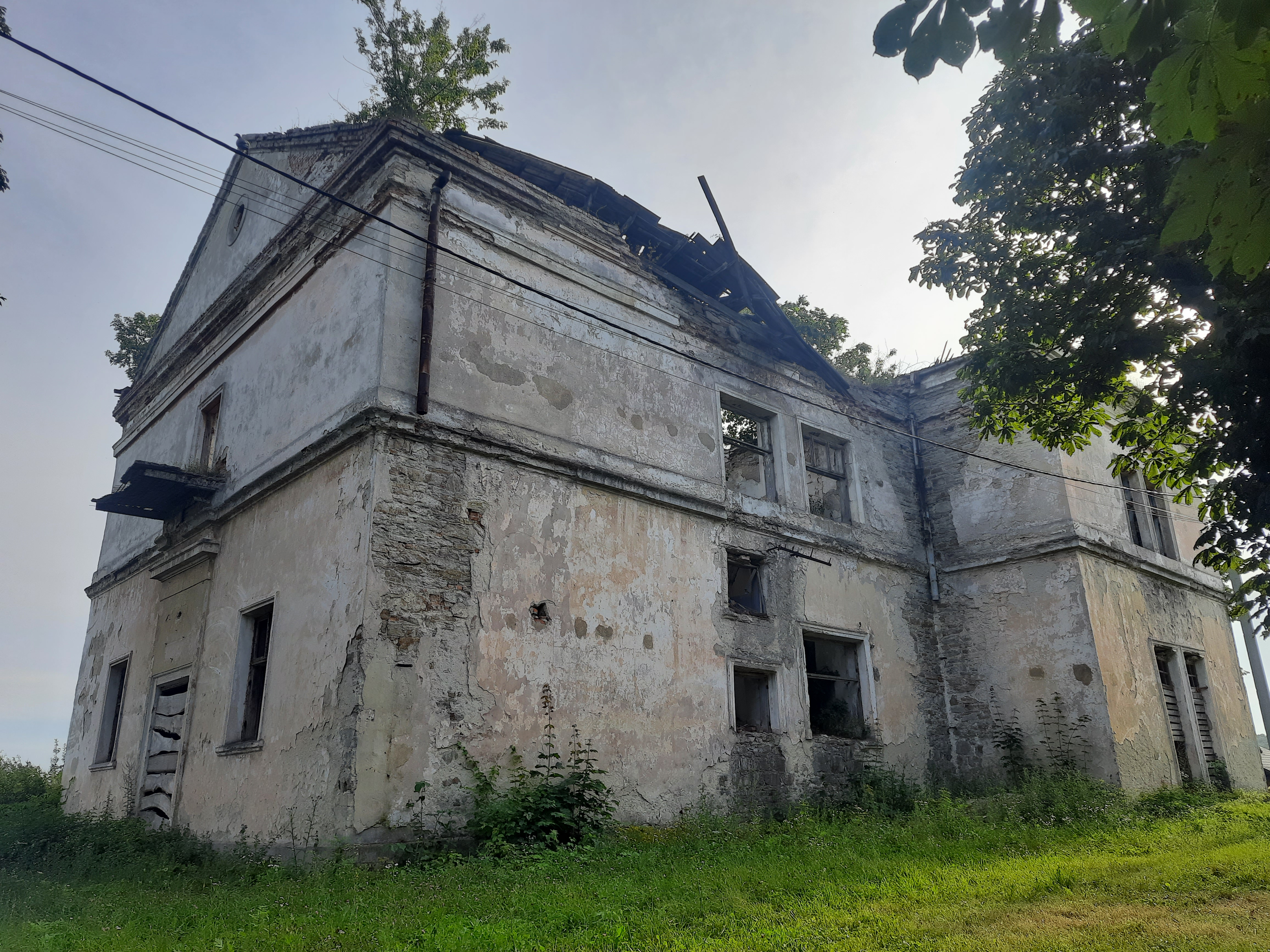
Костел Святого Станіслава
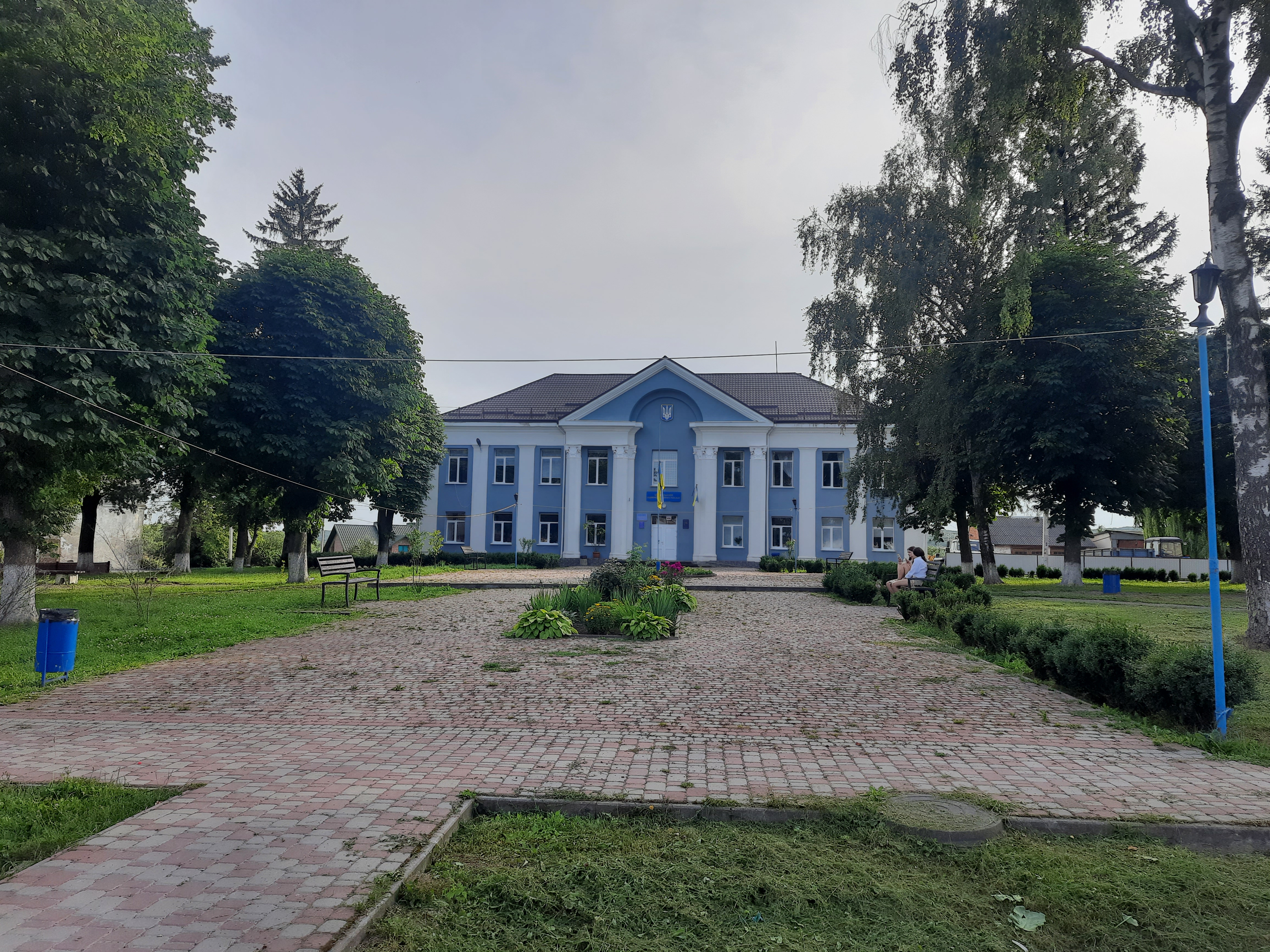
Адмінбудівля
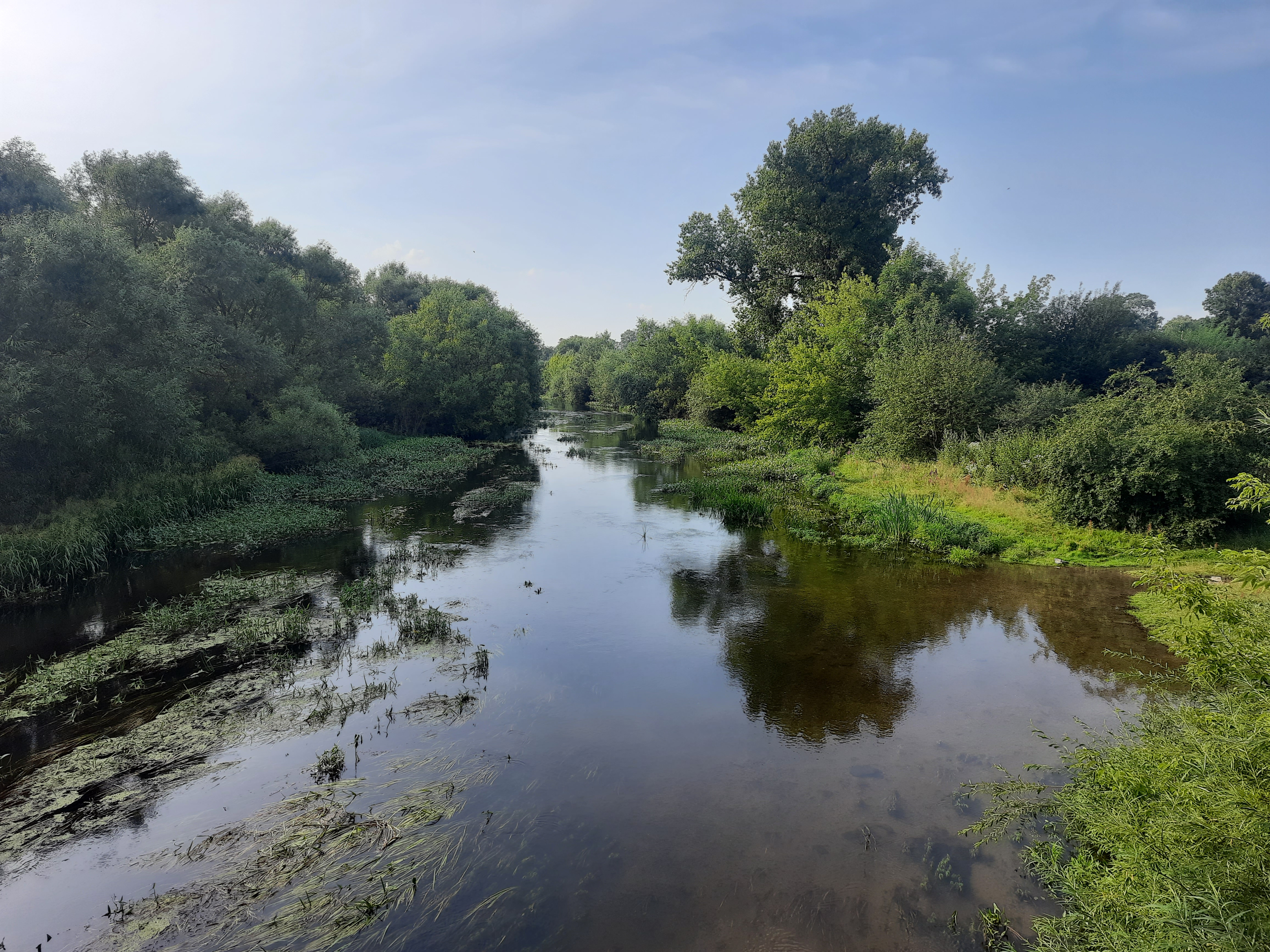
Річка Стрипа біля села